# Нильсен, Артур
А́ртур Ча́рльз Ни́льсен-старший (англ. Arthur Charles Nielsen, Sr.; 5 сентября 1897, Чикаго, Иллинойс — 1 июня 1980, Чикаго, Иллинойс) — американский маркетолог, основатель Nielsen Corporation, Рыцарь ордена Данеброга, член Международного зала теннисной славы.

## Биография
Артур Нильсен родился 5 сентября 1897 года в Чикаго в семье эмигрантов из Дании, Расмуса и Гарриет Нильсенов. В 1918 году с отличием окончил Висконсинский университет (ныне — Висконсинский университет в Мадисоне), получив степень бакалавра (англ. Bachelor of Science) и наивысший в истории Университета средний балл — 95,8. Состоял в инженерном почётном обществе (англ. honor society) Тау-Бета-Пи, в обществе Сигма-Фи, с 1916 по 1918 год был капитаном университетской теннисной команды. После окончания университета служил в резерве ВМС США.
Всю жизнь посвятил работе в созданной им компании Nielsen Corporation. Также через всю жизнь пронёс увлечение теннисом: много играл сам почти до 80-летнего возраста, оказывал крупную финансовую помощь для развития этого вида спорта. Скончался 1 июня 1980 года в Чикаго.

### Личная жизнь
Жена — Гертруда Би. Смит (Gertrude B. Smith) (с 1918 г.) Три дочери, два сына, первого из которых назвали в честь отца — Артур Чарльз Нильсен-младший (1920—2011), именно он сменил отца на посту президента Nielsen Corporation в 1957 году.

## Карьера
В 1919—1920 годах работал инженером по электрике на Isko Company, а с 1920 по 1923 — на H. P. Gould Company. В 1923 году, заняв у друзей $45 000, создал маркетинговую аналитическую компанию Nielsen Corporation, и с момента создания до 1957 года являлся её президентом, а с 1957 года до самой своей смерти в 1980 году — председателем Совета директоров.

## Признание и награды
- Серебряная медаль от Комитета наград за рекламу (Advertisement Awards Committee) (1936)[7]
- Награда за выдающееся обслуживание (outstanding service) от Чикагского рекламного клуба (Chicago Federated Advertisements Club) (1941)[7]
- Награда имени Пола Конверса от Американской ассоциации маркетинга (1951 и 1970)[7]
- Член Зала славы дистрибуции (Hall of Fame in Distribution) (1953)[7]
- Рыцарь ордена Данеброга (1961)[3]
- Памятная награда Парлин (Parlin Memorial Award) (1963)[7]
- Награда от Международной рекламной ассоциации (International Advertisement Association) (1966)[7]
- Человек года в маркетинге (1970)[7]
- Член Международного зала теннисной славы (1971)[4]
- Степень доктора (англ. Doctor of Science) от Висконсинского университета в Мадисоне (1974)
- Именем Нильсена назван теннисный стадион в Мадисоне, штат Висконсин[8].